# Vojtech Lukovič
Vojtech Lukovič [vojtěch lukovič] (30. května 1916 – 13. dubna 2000) byl slovenský fotbalový brankář.

## Hráčská kariéra
V československé lize chytal za TŠS Trnava (dobový název Spartaku). Za války hájil branku Trnavy ve slovenské lize.

### Prvoligová bilance
| Ročník             | Zápasy | Góly | Minuty | Nuly | Klub       |
| ------------------ | ------ | ---- | ------ | ---- | ---------- |
| I. liga 1945/46    | –      | 0    | –      | –    | TŠS Trnava |
| CELKEM I. ČS. LIGA | –      | 0    | –      | –    |            |